# Škoda Joyster
Der Škoda Joyster ist ein Konzeptfahrzeug von Škoda. Das Fahrzeug wurde zum ersten Mal beim Pariser Autosalon im Jahr 2006 präsentiert. In den Medien wird das Konzeptfahrzeug als sportlicher, kompakter Dreitürer vorgestellt.
Als Motorisierung waren Ottomotoren mit 1,4 Liter Hubraum und 86–140 PS (63–103 kW) Leistung, sowie Dieselmotoren mit ebenfalls 1,4 Liter Hubraum und 80–105 PS (59–77 kW) Leistung vorgesehen.

## Weblinks

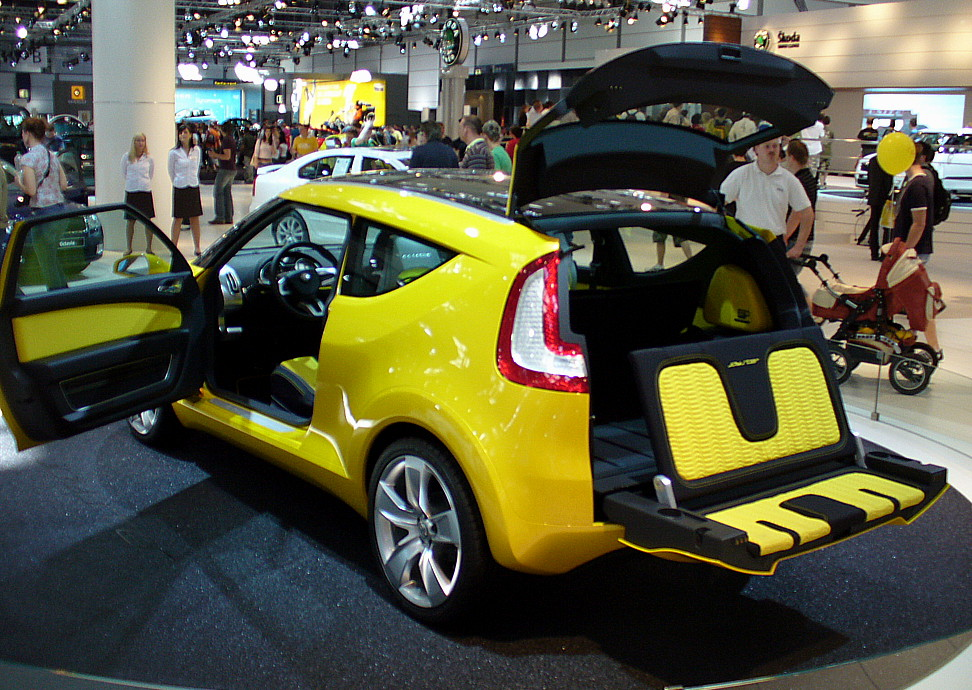
Ausklappbare Rückbank